# Neve Shalom zsinagóga
A  Neve Shalom zsinagóga (törökül:Neve Şalom Sinagogu, héberül:בית הכנסת נווה שלום; jelentése „A béke oázisa” vagy „A béke völgye”) egy zsinagóga Isztambulban a Beyoğlu kerület Karaköy negyedében.
A zsidó lakosság száma a Galata városrészben (melyet ma már körbevesz a Beyoğlu kerület) az 1930-as évek végén megugrott, a zsinagógát ennek a hatására építették. A zsidó általános iskolát 1949-ben lebontották, és a romjain építették meg a zsinagógát. Az építkezés 1951-ben fejeződött be. Az építészei Elyo Ventura és Bernar Motola fiatal török zsidók voltak. A zsinagógát 1951. március 25-én (a zsidó naptár szerint 17 Veadar 5711) avatták fel az akkori főrabbi, Hahambaşı Rav. Rafael David Saban jelenlétében.
A Neve Shalom a központi és legnagyobb működő szefárd zsinagóga Isztambulban, ahol Shabbatot, Bar Mitzvahkat, temetéseket és esküvőket tartanak.

## Terrortámadások
A Neve Shalom ellen két terrortámadást intéztek:
- 1986. szeptember 6-án fegyveresek tüzet nyitottak egy shabbat misén, 22 embert megölve. Ezt a támadást a palesztin Abu Nidal Szervezetnek tulajdonítják.[1][2][3]
- 2003. november 16-án a zsinagóga mellett robbant fel egy az aznap Isztambulban felrobbantott négy pokolgépből (lásd még: 2003-as isztambuli robbantások).[4] Ugyan a nevű helyi török fegyveres csoport magára vállalta a robbantásokat, a rendőrség szerint a robbantások kivitelezése túlságosan kifinomult volt ehhez a csoporthoz képest.[1] Egy rangos izraeli kormányzati forrás úgy nyilatkozott, hogy a támadást egy nemzetközi terrorszervezetnek kellett koordinálnia.[3]

## Fordítás
Ez a szócikk részben vagy egészben  a   Neve Shalom Synagogue című angol Wikipédia-szócikk ezen változatának fordításán alapul.  Az eredeti cikk szerkesztőit annak laptörténete sorolja fel. Ez a jelzés csupán a megfogalmazás eredetét és a szerzői jogokat jelzi, nem szolgál a cikkben szereplő információk forrásmegjelöléseként.